# Bobby Sox
Bobby Sox è il quinto singolo del Gruppo punk rock statunitense Green Day estratto dall'album Saviors. La canzone riprende lo stile del singolo Dilemma, uscito poco tempo prima. Il singolo è stato pubblicato il 19 gennaio 2024, giorno stesso dell'uscita dell'album, insieme ad un video musicale.